# Baudolino
A Baudolino Umberto Eco olasz író 2000-ben megjelent negyedik regénye.

## Történet
|  | Alább a cselekmény részletei következnek! |

A regény kalandos történet, melyben a címszereplő 1204-ben, Konstantinápoly ostromának napjaiban meséli el különös életét Nikétasz Khoniatésznak, a császár kancellárjának és történetírójának. Baudolino egy kis olasz faluban született egyszerű emberek gyermekeként, de I. Rőtszakállú Frigyes örökbe fogadta, és saját fiaként nevelte fel. Baudolino Párizsban tanult, hatalmas műveltségre és nyelvtudásra tett szert.
A regény cselekménye a legendás János pap körül forog, aki a legenda szerint az óceánon túl, a földi paradicsomban egy hatalmas keresztény birodalomnak az uralkodója. Baudolino kezdetben Frigyes császár uralkodásának legitimációs hiánya miatt kezd János papról fantáziálni: mivel a császárt a pápa keni fel királynak, a császár lányegében alá van vetve a pápának, aki közben riválisa is a hatalomért folytatott harcban. Baudolino úgy gondolja, hogy ha készítenének egy hamis levelet, amiben a hatalmas János pap ajánlja fel barátságát Frigyesnek, akkor az uralkodó nem szorulna a pápa kegyére. Baudolino Párizsban szert tesz néhány jó barátra, akik együtt kezdenek vele fantáziálni János pap országáról. A képzelet annyira elhatalmasodik felettük, hogy végül maguk is elhiszik, hogy létezik ez a birodalom, és útra kelnek, hogy eljussanak oda. Útjuk során a legkülönbözőbb kalandokba keverednek, például átkelnek Abházián, a sötét erdőn, ahol egyáltalán semmit sem lehet látni, még a tűz sem világít meg semmit, és átkelnek a Szambatüonon, a kőfolyón, amely csak szombatonként áll meg. Fantasztikus lényekkel is találkoznak: a szkiapodoknak például csak egy lábuk van, a blemmüknek nincs fejük, a szájuk és a szemük a törzsükön található.
Ahogy a szerzőtől megszokhattuk, számos apró utalás, intertextuális játék rejlik a könyvben. A Poétának nevezett szereplő (akinek verseit valójában a címszereplő költi), Archipoetaként ismert, valódi történeti személy. A regényben is meg-megjelenő műveinek egy része a Carmina Buranaba is bekerültek.
|  | Itt a vége a cselekmény részletezésének! |

## Magyarul
- Baudolino; ford. Barna Imre; Európa, Bp., 2003